# Mattis Hætta
Mattis Hætta (känd som Simona Máhtte på samiska), född 15 mars 1959 i Masi i Kautokeino, Norge, död i november 2022, var en norsk samisk sångare.
Han deltog tillsammans med Sverre Kjelsberg i Melodi Grand Prix 1980 med låten "Sámiid ædnan", som vann och fick tävla för Norge i Eurovision Song Contest 1980.
Hætta var engagerad för det samiska självstyret och deltog bland annat i de demonstrationer mot vattenkraftsutbyggnaden av Alta-Kautokeinoälvarna (Alta-konflikten) som "Sámiid ædnan" handlar om.
Han arbetade med pantomimer och jojk i Alta, Kautokeino och Luleå.[källa behövs] Han arbetade även som skådespelare på Beaivváš Sámi Našunálateáhter, i TV-serien Hjerterått (2013) och i Kautokeinoupproret (film).

## Diskografi
Album
- 1981 – Låla (tillsammans med Sverre Kjelsberg)
- 1983 – Máze

Singlar
- 1980 – "Sámiid ædnan" / "Detsikavise"

Som gästartist
- 1980 – La elva leve (diverse artister)
- 1998 – På cruise og tvers (med Ole Ivars)